# Melampsora vernalis
Melampsora vernalis är en svampart som beskrevs av Niessl 1881. Melampsora vernalis ingår i släktet Melampsora och familjen Melampsoraceae.   Inga underarter finns listade i Catalogue of Life.